# Benediktinerinnenkloster Rosheim
Das Benediktinerinnenkloster Rosheim (auch: Monastère Notre-Dame-du-Sacré-Cœur) ist seit 1862 ein Priorat der Benediktinerinnen vom Heiligsten Sakrament in Rosheim (Département Bas-Rhin) in Frankreich.

## Geschichte
Das Benediktinerinnenkloster Saint-Nicolas-du-Port gründete 1862 in Rosheim (25 km südwestlich Straßburg) ein Tochterkloster, das heute noch besteht (Rue Saint-Benoît 3). Die neugotische Kapelle stammt von 1898. Von 1863 bis 1939 unterhielten die Schwestern ein Mädchenpensionat. Heute leben sie von der Hostienherstellung und der Aufnahme von Gästen in der Hôtellerie La Paix-Saint-Benoît. Sie beten in besonderer Weise für den Aufbau Europas und ziehen Gäste aus allen europäischen Ländern an.
Von 1939 bis 1945 nahm das Kloster die Schwestern von Ottmarsheim auf, die ihr Kloster kriegsbedingt verlassen mussten.